# Сальваторское кладбище
Сальваторское кладбище (пол. Cmentarz Salwatorski) — кладбище, находящееся в краковском районе Сальватор на Аллее Джорджа Вашингтона. На кладбище похоронены известные польские деятели. Благодаря своему расположению на дороге, ведущей к кургану Костюшко, кладбище пользуется популярностью среди жителей Кракова и туристов.

## История
Кладбище было основано в 1865 году как небольшое приходское кладбище местного католического прихода Пресвятейшего Спасителя, на котором производились захоронения жителей краковских предместий Звежинец, Хелм, Беляны, Ольшаница, Пулвсе Звежинецкие и близлежащих населённых пунктов Пшегожалы, Закамыче.
В 1883 году кладбище было огорожено и в 1888 году усилиями настоятельницы женского монашеского ордена норбертанок Эуфемия Жарская на кладбище была построена часовня святого Иосифа. Эта часовня была построена по проекту архитектора Ярослава Явожинского. В 1889 году кладбище было освящено кардиналом Альбином Дунаевским.
В 1902 и 1999 годах была дважды увеличена площадь кладбища. В 1999 году на кладбище была построена часовня Всех святых.
На главных воротах в 2001 году была размещена надпись из стихотворения польского поэта Ежи Харасымовича:

Tak gotowymi być trzeba
Do każdej ludzkiej podróży
Tak zdecydują w niebie
Lub serce nie chce już służyć

## Галерея

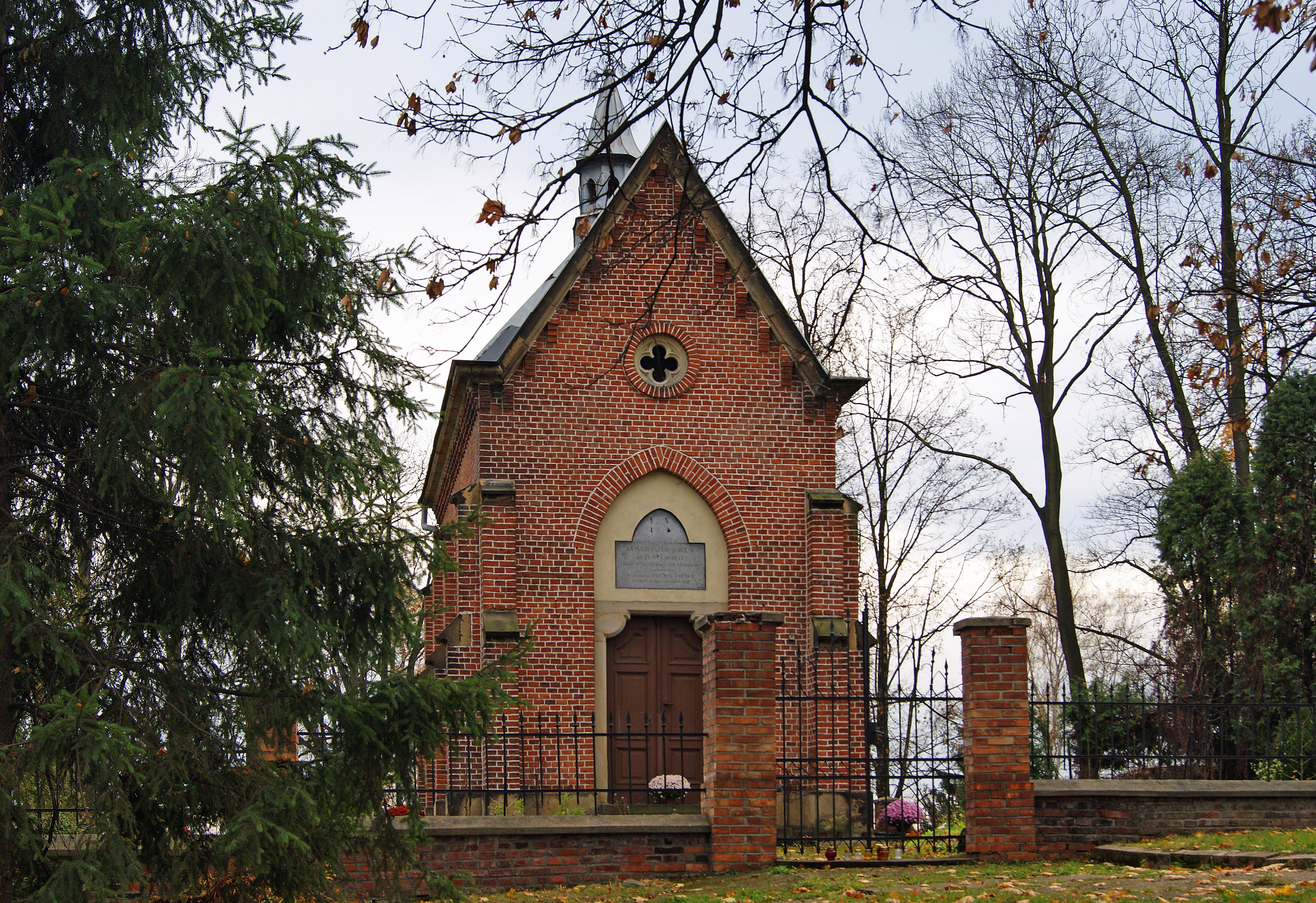
Часовня святого Иосифа
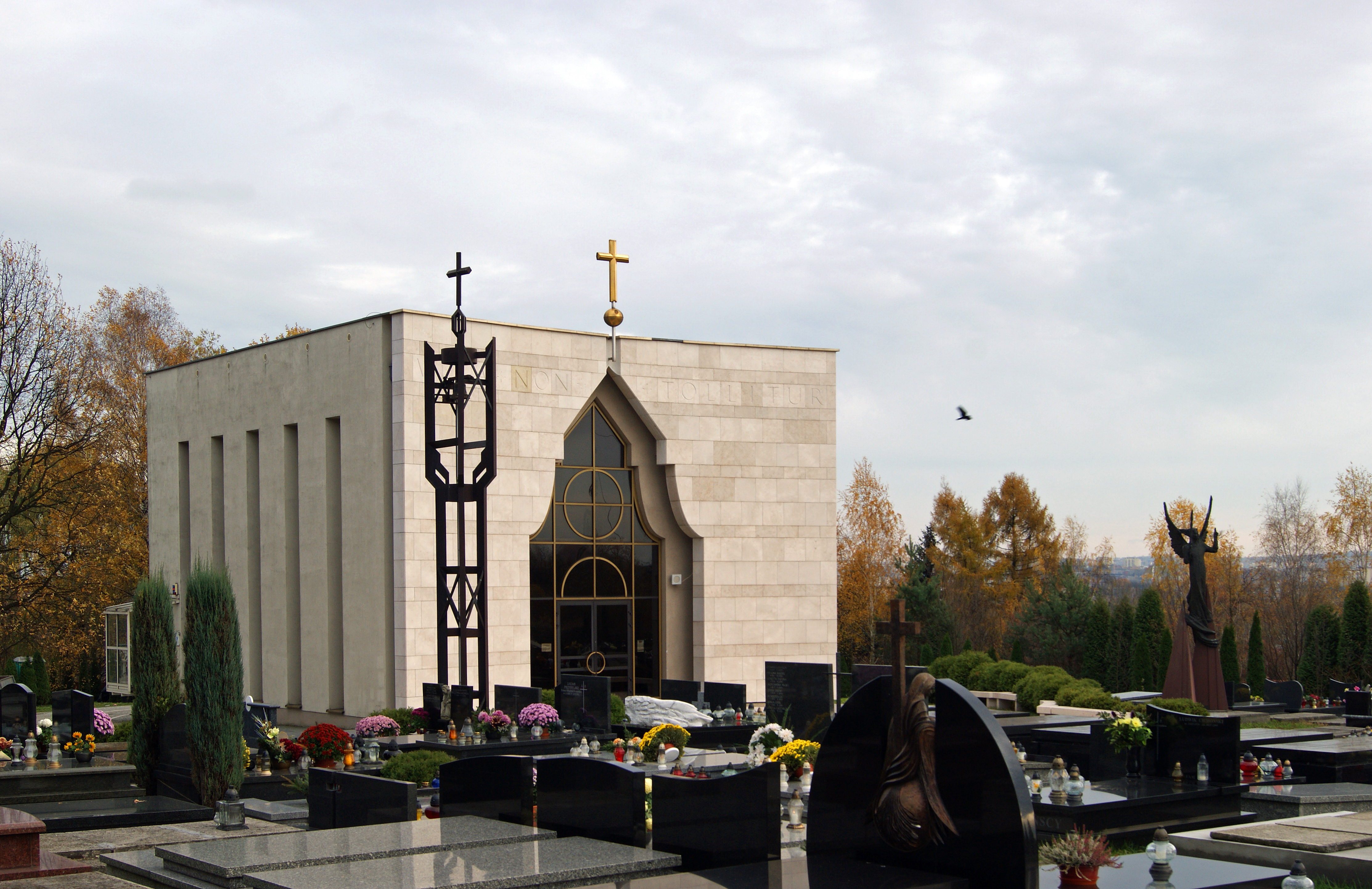
Часовня всех святых
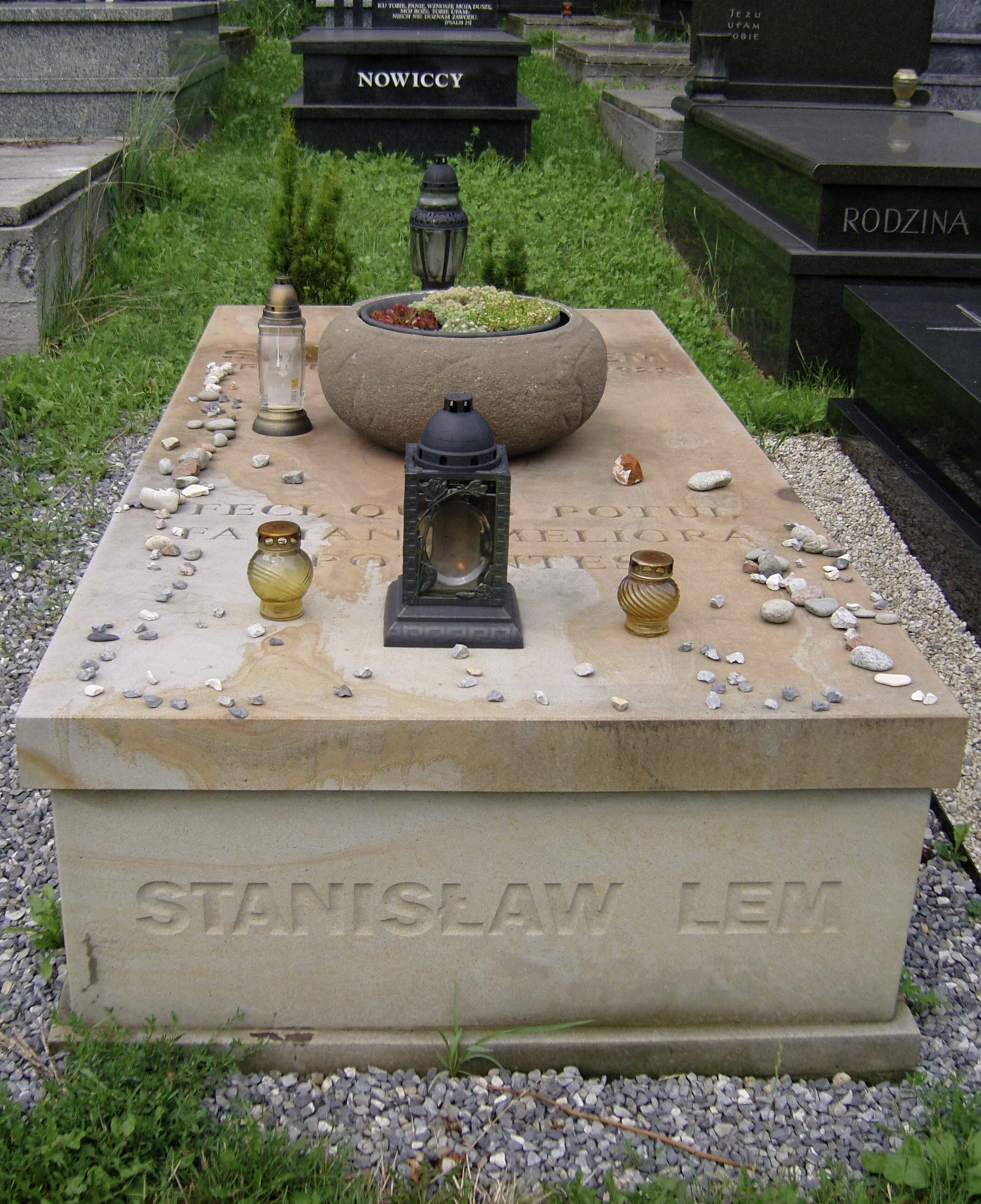
Могила Станислава Лема
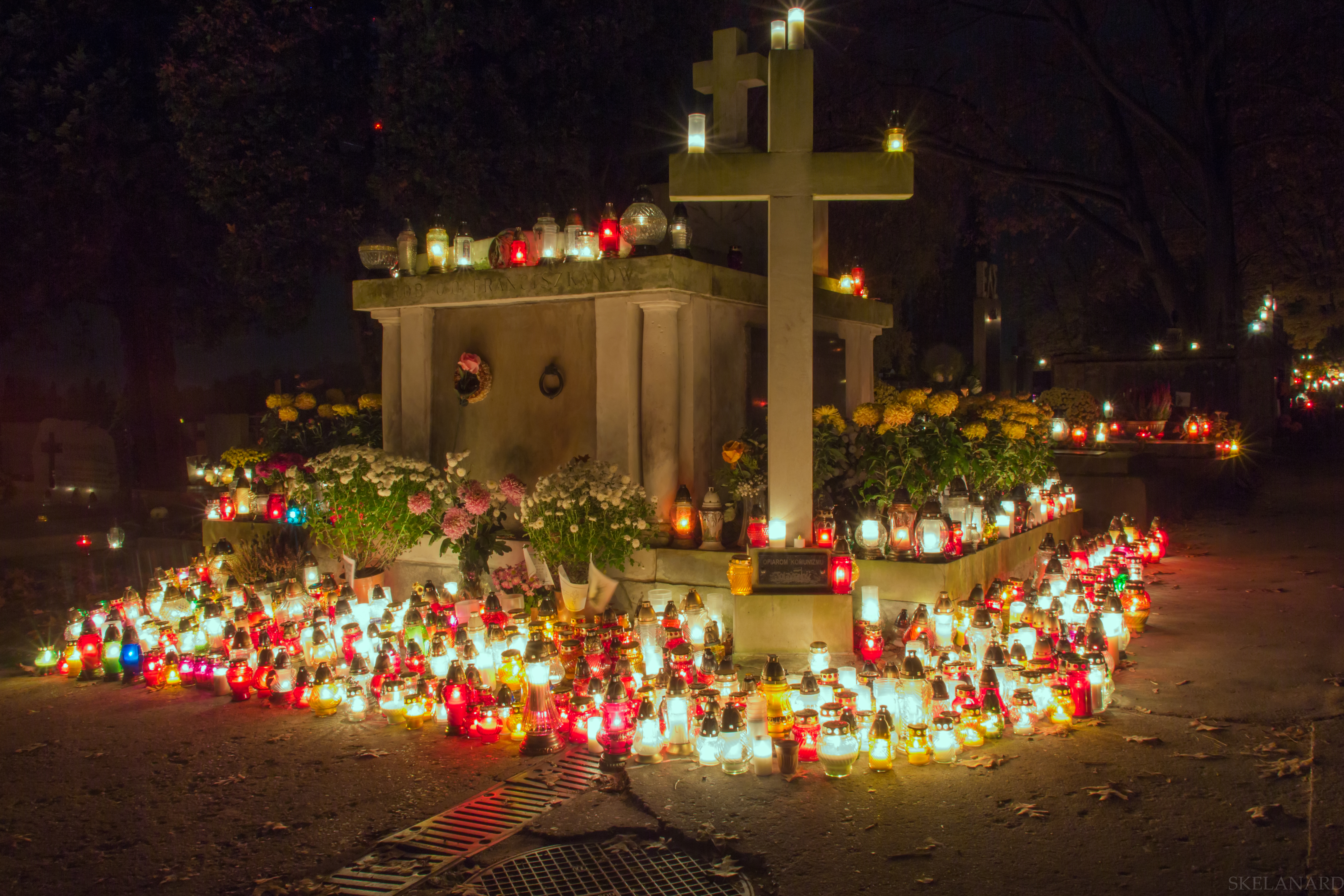
Склеп францисканцев и крест жертвам коммунизма